# San Felice in Pincis (Nápoly)
A San Felice in Pincis templom Nápoly történelmi központjában.

## Története
Elődje a 12. században, Vercelli Szent Vilmos tiszteletére épült remetelak volt. A templom a 18. században nyerte el mai formáját, ekkor építették át barokk stílusban. Homlokzata gazdagon díszített, érdekessége a bejárat feletti nagy kerek lunetta, valamint a timpanonnal összeépített kis harangtorony. A templom egyhajós. Belsőjének fő látnivalója a színes márványból készült baldachinos főoltár, amelynek képe a Monteverginei Madonnát ábrázolja. Az oltár oldalképei Nolai Szent Félixet és Vercelli Szent Vilmost ábrázolják. Az 1980-as hirpiniai földrengésben súlyosan megrongálódott, így bezárták. Azóta restaurálásra vár.
Szent Félix megkülönböztető neve in Pincis. Ezt vagy a helyről kapta, ahol nyugszik, vagy az árakról, amikkel halálra kínozták: a pinca ugyanis ár.